# 赤鬃果鳩
赤鬃果鳩（Ptilinopus mercierii）是法屬波利尼西亞特有的一種鴿子。